# M4 (carabina)
A carabina M4 é uma variante mais curta e mais leve do rifle M16A2. A M4 é uma carabina alimentada com um carregador de 30 munições no calibre 5,56×45mm NATO, ela é operada à gás por impacto direto é refrigerada a ar é Tem um cano de 14,5 in (368 mm) e uma soleira telescópica.
A carabina M4 é amplamente usada pelas Forças Armadas dos Estados Unidos e está substituindo em grande parte o rifle M16 nas unidades de combate do Exército dos Estados Unidos e do Corpo de Fuzileiros Navais dos Estados Unidos como a principal arma de infantaria. e rifle de serviço.
A M4 é capaz de montar os lançadores de granadas M203 é também o M320. O passo distinativo em seu cano é para montar o M203 com o hardware padrão. O M4 é capaz de disparar em modos semiautomático e rajada de três cartuchos (como os rifles M16A2 é M16A4), enquanto o M4A1 é capaz de disparar em modos semiautomático e totalmente automático (como o M16A1 e o M16A3).

## Variantes

### M4A1

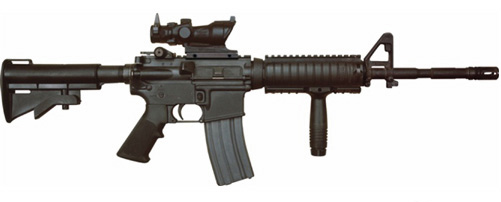
M4A1 com mira óptica 4×32 TA01NSN ACOG

A Colt M4A1 é uma versão atualizada da carabina M4 de 5,56x45mm NATO. Diferente da M4 original, no selector de tiro, onde a opção de disparos remetentes é agora automática e na presença de uma calha RIS (Rail Interface System) no topo do corpo da arma, onde a pega que contém a mira é assente. Existem versões onde a calha RIS também está presente no guarda-mão, sendo esta versão a base para o programa SOPMOD (Special Operations Peculiar Modification), que permite ao soldado modificar o seu fuzil instantaneamente de modo a desempenhar melhor o papel desejado na missão. A Carabina M4A1 consiste de uma família de armas de fogo. Seguindo a direção contrária à sua linhagem temos versões anteriores do M16, todas baseadas no original AR-15 feitas pelo ArmaLite. Trata-se de uma versão mais curta e mais leve do fuzil de assalto M16A2, tendo 80% de suas peças em comum com a M16A2. O M4A1 tem opções de fogo, incluindo intermitente simples (de um em um disparo) ou "intermitente triplo" (de três em três disparos, como o M16A2) ou, ainda, a opção remetente (disparos contínuos) no lugar da "intermitente triplo".

#### Acessórios
Como todas as variantes da M16, a M4A1 pode ser equipada com muitos acessórios, tais como dispositivos de visão noturna, silenciadores, ponteiros laser, miras telescópicas, bipés, os lança-granadas M203 e M320, a espingarda M26 MASS, e tudo compatível com os trilhos táticos.
Outros acessórios comuns incluem a AN/PEQ-2, Advanced Combat Optical Gunsight, e M68 CCO. Miras holográficas EOTech fazem parte do pacote SOPMOD II. Visível e IR (infravermelho) luzes de vários fabricantes também são comumente associadas com os vários métodos de montagem. Tal como acontece com todas as versões do M16, o M4A1 aceita um acessório blank-firing attachment (BFA) para fins de treinamento específico.

#### Problemas
Apesar de ser mais bem sucedida que seus antecessores, a M4A1 ainda carrega alguns problemas do M16, como a frequência com que acontecem acidentes quando seu mecanismo é submetido a sujeiras comuns no ambiente de selva, e a complexidade deste mecanismo, que torna muito trabalhoso o processo de desmontagem e manutenção. Apesar disso, é relativamente barata, por isso é usadas por várias organizações em muitos países.

### Mark 18 CQBR

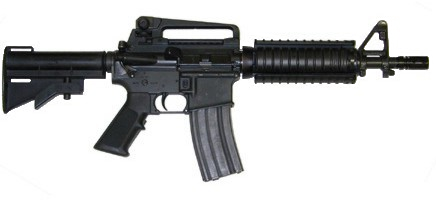
Um M4A1 com um Close Quarters Battle Receiver. O comprimento do cano é de 10,3 polegadas

O Mk 18 Close Quarters Battle Receiver é um M4A1 com um receptor superior de 10,3 polegadas. Contratantes atuais para o Mark 18 são a Colt e Lewis Machine & Tool (LMT) NSN 1005-01-527-2288.

## Performance

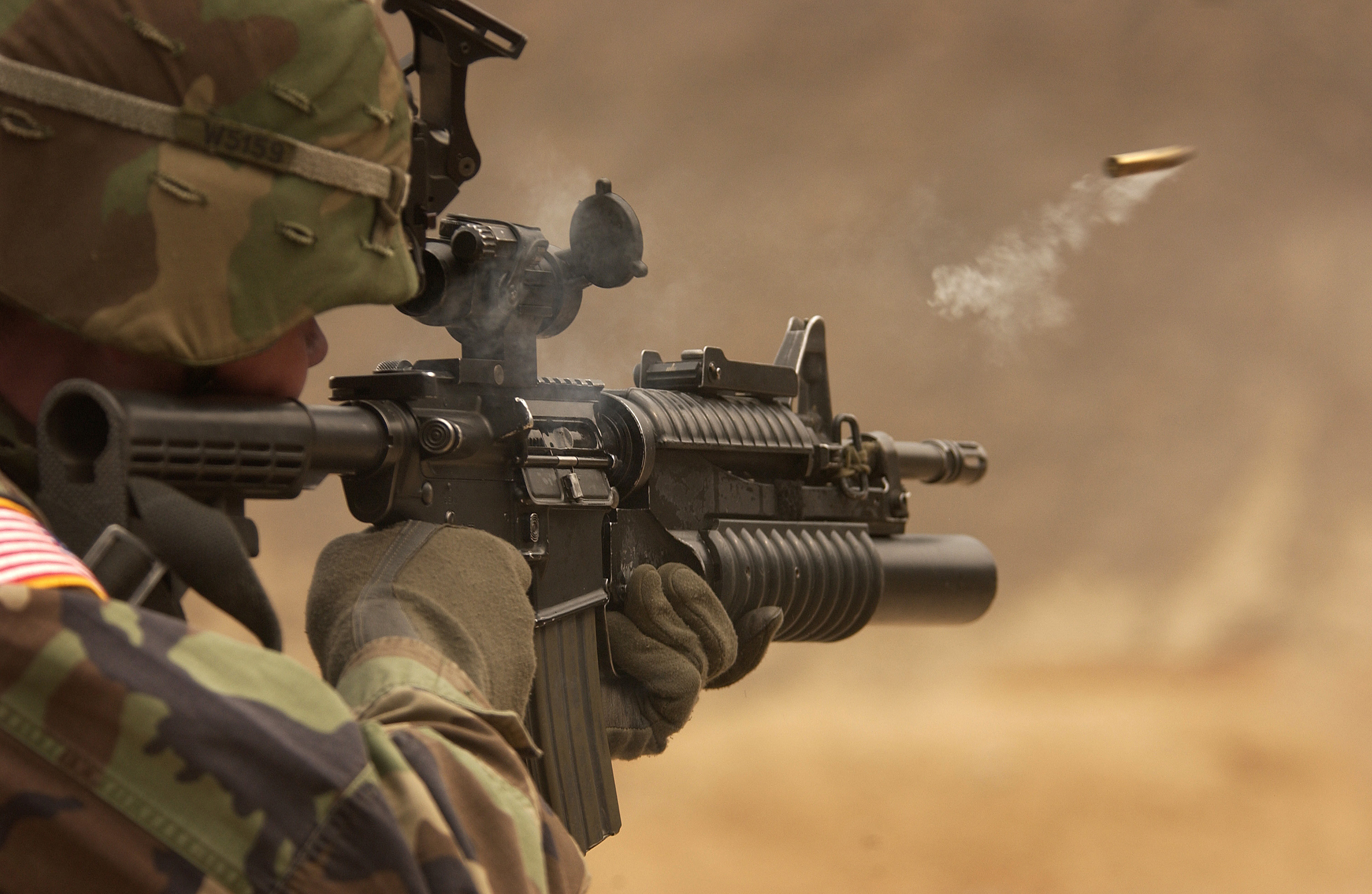
Um soldado americano disparando sua carabina M4. Acoplado ao cano da arma está um lança-granadas M203.

A carabina M4 tem sido usada para operações de perto, onde o M16 seria muito longo e volumoso para ser usado com eficiência. Foi uma arma compacta, leve, personalizável e precisa. Isso veio ao custo da confiabilidade e manutenção. A falha em manter o M4 causa mau funcionamento. Isso se tornou aparente quando viu uso contínuo nos ambientes arenosos do Iraque e do Afeganistão. Apesar disso, em pesquisas pós-combate, 94% dos soldados classificaram a M4 como um sistema de armas efetivo.

## Fabricantes
- Colt's Manufacturing Company
- Lewis Machine and Tool Company em Milan, Illinois, Estados Unidos
- Bushmaster Firearms International, Estados Unidos
- U.S. Ordnance, Estados Unidos
- Remington Arms Company, Estados Unidos
- THOR Global Defense Group, Estados Unidos
- Daniel Defense em Black Creek, Geórgia, Estados Unidos
- Forjas Taurus São Leopoldo, RS, Brasil
- FN Herstal, Bélgica.
- Bravo Company Manufacturing, em Hartland, Wisconsin, Estados Unidos
- Black Label Armory, Estados Unidos
- SME Ordnance, Malásia[8]
- Sarsılmaz, Turquia[9]

## Operadores
- Afeganistão: Estoques de comandos do antigo Exército Nacional Afegão em uso pelo Talibã.[10]
- Albânia: Usada pelas Forças Armadas da Albânia.[11]
- Antígua e Barbuda: As M4/M4A1 foram anunciadas para serem vendidas via programa FMS em 2017.
- Argentina: Usada pelo Exército Argentino, Marinha Argentina e Gendarmeria Nacional Argentina.
- Austrália: M4A1 (designada M4A5), usada pelo Comando de Operações Especiais, Mergulhadores de Limpeza e Grupos Táticos Policiais.[12]
- Azerbaijão: Carabina M4 usada pelas unidades militares especiais e pelo Serviço de Fronteira Estadual (DSX).[13]
- Bahrein: Carabinas M4A1 vendidas como parte de um pacote de vendas militares estrangeiras em 2008.[14] Mais M4/M4A1 foram anunciadas para serem vendidas através do programa FMS em 2017.
- Belize: Carabinas M4/M4A1 vendidas como parte de um pacote de Vendas Militares Estrangeiras de 2006.[15] Mais M4/M4A1 anunciadas para serem vendidas através do programa FMS em 2017.
- Bósnia e Herzegovina: M4A1 usadas pelas unidades militares e da guarda aérea.[14]
- Bolívia: M4 usadas pelas unidades UMOPAR e GTIDE da Polícia Nacional da Bolívia. M4A1 em uso por guardas florestais.[16]
- Brasil: Usada pela Polícia Militar do Estado do Espírito Santo, Polícia Militar do Estado do Rio de Janeiro,[17] Polícia Federal e forças especiais do Exército Brasileiro e da Marinha do Brasil.[18]
- Croácia: Operadora desde 2003, várias centenas foram compradas para o Exército Croata e também para as Forças Especiais.
- Chéquia: Bushmaster M4A3 B.M.A.S., Daniel Defense M4A1 e MK18 são usados pelo (601º Grupo de Forças Especiais, Polícia Militar, 43º Batalhão Mecanizado Aerotransportado) do Exército Tcheco.[19][20]
- China: Uma variante é feita pela Norinco como a Norinco CQ. Variante de carabina CQ-A usada pelo Departamento de Polícia de Sujuão, equipes especiais de Xunquim e pela Unidade de Comando Leopardo das Neves.
- Colômbia: Carabina M4A1 como parte de uma Venda Militar Estrangeira de 2008.[14] Mais carabinas M4/M4A1 anunciadas para serem vendidas através do programa FMS em 2017.
- Costa Rica[21]
- República Dominicana[22]
- Timor-Leste[23]
- Equador: Carabinas M4 vendidas como um pacote de vendas militares estrangeiras de 2008.[14]
- Egito[24]
- El Salvador: Carabinas M4 vendidas como parte de um pacote de Vendas Militares Estrangeiras de 2007.[25] Carabinas M4 adicionais vendidas como parte de um pacote de Vendas Militares Estrangeiras de 2008.[14]
- França: Usada pelo 1º Regimento de Infantaria Paraquedista de Fuzileiros Navais.[26]
- Geórgia: As carabinas Bushmaster M4 estão sendo substituídas pelas Colt M4 para o exército. Mais M4/M4A1 foram anunciadas para serem vendidas através do programa FMS em 2017.[27] A "GI-4", baseada na M4, de produção conjunta georgiana e israelense, foi lançada em 2021.[28]
- Gana[29]
- Grécia: Os M16A2 e as M4 são usados pelo ramo das "Forças Especiais", bem como pelos batalhões aerotransportados do Exército Helênico.
- Hungria: M4A1 SOPMOD do 34º batalhão de operações especiais Bercsényi László da Força Aérea Húngara.[30] Mais M4/M4A1s anunciadas para serem vendidas via programa FMS em 2017.
- Índia: Carabinas M4A1 como parte de uma Venda Militar Estrangeira de 2008.[14] A M4A1 é usada pela Polícia Armada de Mizoram, PARA SF e Força Um da Polícia de Mumbai.[31][32]
- Indonésia: Usada pelos operadores do Esquadrão Policial Antiterrorista do Destacamento 88.[33] Também usada pelo grupo de mergulhadores táticos Komando Pasukan Katak (Kopaska) e pelo grupo de forças especiais Komando Pasukan Khusus (Kopassus).[34]
- Iraque: Usada pelo Exército do Iraque.[35] Arma principal da Forças de Operações Especiais Iraquianas.[36] Mais M4/M4A1 anunciadas para serem vendidas através do programa FMS em 2017.
  -  Curdistão iraquiano: Usada pela Peshmerga.[37]
- Israel: Vendida como parte de um pacote de Vendas Militares Estrangeiras para Israel em janeiro de 2001.[38] Emissão padrão nas Forças de Defesa de Israel, mas foi gradualmente substituída pelo IWI Tavor desde 2001.[39]
- Itália: Forças Especiais.[40]
- Jamaica: Carabinas M4 vendidas como parte de um pacote de vendas militares estrangeiras de 2007.[25]
- Japão: Carabinas M4A1 como parte de um pacote de Vendas Militares Estrangeiras de 2008.[14] M4A1 SOPMOD estão em uso pelo Grupo de Forças Especiais Japonesas,[41] mas supostamente foram negados pela JGSDF depois que Ishiba foi preso por violar as leis de exportação americanas.[42]
- Jordânia: Carabinas M4 vendidas como parte de um pacote de Vendas Militares Estrangeiras de 2007.[25] Carabinas M4 adicionais foram vendidos como parte de um pacote de Vendas Militares Estrangeiras de 2008.[14] Mais M4/M4A1 anunciadas para serem vendidas através do programa FMS em 2017.
- Quênia: Usada pelas tropas quenianas das Forças de Defesa do Quênia nas operações da AMISOM.[29]
- Kosovo[43]
- Kuwait[44]
- Líbano: Componentes da M4 sendo vendidos para as forças especiais libanesas.[45] M4/M4A1 vendidas como parte de um pacote de vendas militares estrangeiras em 2008.[14] Mais M4/M4A1 anunciadas para serem vendidas através do programa FMS em 2017.
- Malásia: Fabricada sob licença pela SME Ordnance Sdn Bhd.[8] Utilizada por forças especiais militares e policiais.[46]
- Marrocos[47][48]
- Nepal: 1.070 carabinas M4,[49] vendidas como parte de um pacote de vendas militares estrangeiras de 2005.[9]
- Nova Zelândia: Usada por operadores NZSAS e padrão para a Polícia da Nova Zelândia, incluindo unidades do Grupo de Táticas Especiais e do Esquadrão de Infratores Armados.[50][51][52]
- Macedônia do Norte: Usada pelo Exército da Macedônia do Norte.[53]
- Omã: M4/M4A1 anunciadas para serem vendidas via programa FMS em 2017.
- Paquistão: Variante M4A1 usada pelas Forças Especiais do Exército Paquistanês, além do fuzil padrão POF G3P4 para o Exército Paquistanês — também usado pela Unidade Especial de Segurança (SSU) da Polícia de Sindh.[54][55] Mais M4/M4A1 anunciadas para serem vendidas através do programa FMS em 2017.
- Autoridade Palestina: Usada pelas forças de segurança palestinas.[56]
- Panamá: M4A1 vendidas como parte de um pacote de vendas militares estrangeiras em 2008.[14] Mais M4/M4A1 foram anunciadas para serem vendidas através do programa FMS em 2017.
- Peru: Grupo Especial da Força Aérea e unidades antinarcóticas.[57]
- Filipinas: Carabinas Colt M4/M4A1 vendidas como parte de um pacote de Vendas Militares Estrangeiras de 2008.[14] 63.000 carabinas R4A3 da Remington Arms para o Exército e o Corpo de Fuzileiros Navais das Filipinas.[58][59] Várias unidades também são utilizadas pelo Grupo de Inteligência e Segurança de Defesa.[60]
- Polónia: Usada pela unidade militar Jednostka Wojskowa GROM da Wojska Specjalne.[61]
- Roménia: As M4/M4A1 foram anunciadas para serem vendidas via programa FMS em 2017.
- Rússia: Usada em quantidades limitadas pelo Grupo Alpha[62] e encontrada nas mãos das Forças Armadas da Rússia em um exercício de treinamento.[63]
- Senegal: Carabinas M4/M4A1 anunciadas para serem vendidas via programa FMS em 2017. 2.200 carabinas M4 vendidas via programa FMS em 2019.[64]
- Sérvia: Usada pela Gendarmeria e Unidade Especial Antiterrorista.[65]
- Singapura: Usada pelos Comandos e pela Guarda Costeira da Polícia (apenas o Esquadrão Portuário e o Esquadrão de Patrulha Costeira) da Força Policial de Cingapura.[66][67]
- Eslováquia: As M4/M4A1 foram anunciadas para serem adquiridas via programa FMS em 2017.
- Suécia: 15.000 carabinas M4A1 compradas diretamente dos estoques do Exército dos EUA em 2024 para atuar como armas de serviço provisórias enquanto aguardam a entrega completa do novo Automatkarbin 24.[68]
- Taiwan: Usada pelo Exército da República da China e pela Agência Nacional de Polícia.[69]
- Tailândia: Carabinas M4A1 vendidas como parte de um pacote de vendas militares estrangeiras de 2006.[15]
- Tonga: Carabinas M4/M4A1 vendidas como um pacote de vendas militares estrangeiras de 2008.[14]
- Tunísia: Usada pelo Grupo de Forças Especiais (GFS) do Exército Tunisiano, pelo 51º Regimento de Comandos da Marinha de Infantaria, pela Guarda Presidencial e por diversas unidades de forças especiais da Guarda Nacional e da Polícia.[70] Usada pela Unité Spéciale – Garde Nationale.[71]
- Turquia: Produzida sob licença pela Sarsılmaz Firearms.[9]
- Uganda: Usada pelas tropas de Uganda nas operações da AMISOM.[29]
- Ucrânia
- Emirados Árabes Unidos: Comprou 2.500 carabinas M4 em 1993.[72]
- Estados Unidos[73]
- Uruguai: Carabinas Colt M4 e Bushmaster M4 para o Grupo de Operações Especiais (Polícia Metropolitana).[73]
- Iêmen: Carabinas M4 vendidas como parte de um pacote de vendas militares estrangeiras de 2006.[15]

### Operadores antigos
- República Islâmica do Afeganistão: Utilizada por comandos do Exército Nacional Afegão durante a insurgência talibã.[74][75] Carabinas M4 vendidas como parte de um pacote de Vendas Militares Estrangeiras de 2006.[15] Carabinas M4 adicionais vendidas como parte de um pacote de Vendas Militares Estrangeiras de 2008.[14] Estoques capturados atualmente em uso no Emirado Islâmico do Afeganistão.

## Conflitos

### Década de 1990
- Conflito armado na Colômbia (1964–presente)
- Conflito civil nas Filipinas (1969–presente)
- Insurgência em Jamu e Caxemira (1989–presente)[76]
- Guerra do Kosovo (1998–1999)

### Década de 2000
- Guerra do Afeganistão (2001–2021)
- Conflito armado no Peru[57]
- Guerra do Iraque (2003–2011)
- Conflito no sul da Tailândia (2004–present)
- Guerra do Líbano de 2006 (2006)
- Guerra contra o narcotráfico no México (2006–presente)
- Guerra Russo-Georgiana (2008)[77]
- Operação Chumbo Fundido (2008–2009)
- Insurgência no nordeste do Paraguai[78]

### Década de 2010
- Guerra Civil Síria (2011–presente)[79]
- Impasse em Lahad Datu (2013)[80]
- Guerra Civil Iraquiana (2013–2017)[79]
- Batalha de Arsal (2014)
- Guerra Civil Iemenita (2014–presente)
- Batalha de Marawi (2017)

### Década de 2020
- Confrontos em Beirute em 2021 (2021)[81]
- Invasão da Ucrânia pela Rússia (2022–presente)
- Guerra Israel-Hamas (2023–presente)[82]
- Conflitos de Enga de 2024 (2024)[83]